# Banzzaï
Cet article possède un paronyme, voir Banzaï.
Banzzaï  est un magazine de jeu vidéo lancé en mai 1992.
Ce magazine traite des jeux sur les consoles Nintendo, comme la Nintendo, la Super Nintendo et la Game Boy. Ce magazine ressemble dans son édition à un journal quotidien, tandis que c'est un mensuel. Il existe un équivalent consacré à Sega, nommé Supersonic, avec lequel Banzzaï a fusionné courant 1995, pour devenir Top Consoles.